# Carcinoplax longimanus
Carcinoplax longimanus is een krabbensoort uit de familie van de Goneplacidae. De wetenschappelijke naam van de soort is voor het eerst geldig gepubliceerd in 1833 door De Haan.